# Medgyaszay Vilma

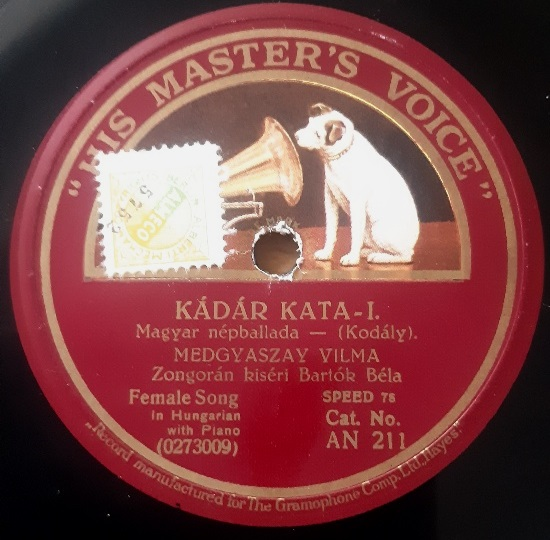
Medgyaszay Vilma felvétele (Budapest 1928)

Medgyaszay Vilma, született: Stand Vilma (Arad, 1885. május 3. – Budapest, 1972. április 5.) Kossuth-díjas magyar színésznő, kiváló művész.

## Életpályája

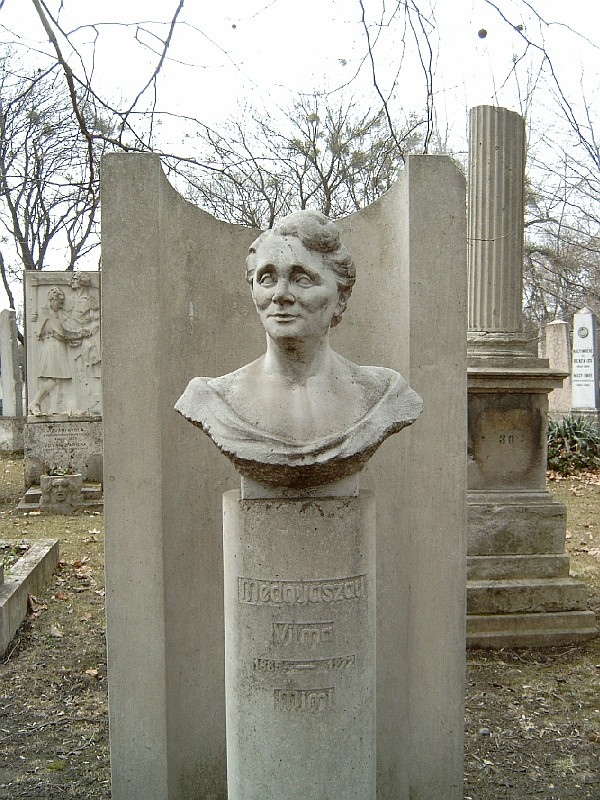
Medgyaszay Vilma sírja Budapesten. Kerepesi temető: 34/1-1-35, Kunvári Lilla alkotása

Apja dr. Stand Kálmán honvéd ezredorvos, anyja Medgyaszay Ilka (Ilona) híres énekesnő volt. Felmenői között van a színész Megyeri Károly (Petőfi Sándor: A tintásüveg című verse róla szól).
A Vígszínház színiiskolájában végezte tanulmányait. 1903-ban lépett először színpadra Budán, Krecsányi Ignácnál. 1904-ben a Király Színházhoz szerződött, a János vitéz első Iluskája volt. Fellépett a Magyar Színházban, a Fővárosi Operettszínházban, a Nemzeti Színházban is, ám igazi műfajának a sanzon bizonyult. Nagy Endre 1907-ben szerződtette a Modern Színpad Cabaret-hoz. Műsorait mindig saját maga állította össze. Többnyire Szép Ernő, Babits Mihály, Kosztolányi Dezső, Emőd Tamás és Ady Endre megzenésített verseit adta elő. (Ady neki írta Zozo levele és a Kató a misén című verseit.) 1913-ban átvette a Modern Színpad Cabaret igazgatását, s két évadon keresztül Medgyaszay Kabaré néven vezette.
1918-ban önálló színházzal próbálkozott az Eskü (ma Március 15.) téren, ám ez hamar megszűnt. 1927-ben dalestet adott a Zeneakadémián. Gyakran vendégszerepelt külföldön is. Pályájának harmincéves jubileumát 1938-ban ünnepelték. 1941–42-ben énekelt Petőfi- és Ady-esteken, a Független Színpadon, valamint az OMIKE-ben is. 1945 után több évig a Vidám Színpad tagja volt.

### Magánélete
1912. augusztus 14-én Budapesten, az Erzsébetvárosban házasságot kötött dr. Mayer Ernő orvossal (született 1877. december 1-jén), akitől 1915-ben elvált.
1917. szeptember 25-én Budapesten, a Terézvárosban feleségül ment Vámos Árpád színházi titkárhoz (született 1884. január 16-án). Ez a házasság 1931-ig tartott.

## Főbb szerepei
- Iluska (Bakonyi Károly – Kacsóh Pongrác: János vitéz)
- Lenke (Heltai Jenő – Molnár Ferenc: Madár Matyi)
- Raady Melinda (Szomory Dezső: Szabóky Zsigmond Rafael)
- Tisztelt nagysád (Szép Ernő: Kávécsarnok)

## Filmjei
- A fekete szivárvány (1917) – Lidia Hardenstein, vak lány
- Barátságos arcot kérek (1936) – Clarisse bárónő
- Péntek Rézi (1938) – Zsámbékyné
- Háry János (1941) – császárné
- Annamária (1942) – Matild néni
- Nemes Rózsa (1943) – özvegy Veszprémyné

## Hanglemezei
- Hinta dal – a Madár Matyi c. operettből (1906 körül)
- Az özvegy dala – a Sogun c. operettből (1906 körül)
- Altatódal (1908 körül)
- Gólya nóta – a Van, de nincs c. operettből (1908 körül)
- Ó, holdsugár – a Van, de nincs c. operettből (1908 körül)
- Rajong a népem értem – a Van, de nincs c. operettből (1908 körül)
- Vagy, vagy – a Van, de nincs c. operettből (1908 körül)
- Ne-ne-ne-nem-nem-nem – kuplé a Van de nincs c. operettből (1908 körül)
- Drágám, úgy járod, akár a nőm – Az elvált asszony c. operettből (1909 körül) Király Ernővel

## Díjak
- Kiváló művész (1954)
- Kossuth-díj (1958)